# Dwaine Board
Dwaine P. Board (* 29. November 1956 in Union Hall, Virginia) ist ein US-amerikanischer American-Football-Trainer und ehemaliger -Spieler. Zwischen 1979 und 1988 spielte er auf der Position des Defensive End in der National Football League (NFL). Er war zuletzt Assistenztrainer für die Defensive Line bei den Seattle Seahawks.

## Spielerkarriere

### Pittsburgh Steelers
Board wurde im NFL Draft 1979 als 137. Spieler in der fünften Runde von den Pittsburgh Steelers ausgewählt, jedoch bereits in der Preseason entlassen.

### San Francisco 49ers
Nachdem Board 1979 von den San Francisco 49ers verpflichtet wurde, entwickelte er sich schnell zum Stammspieler. In seiner dritten Saison gewann er mit den 49ers den Super Bowl XVI, verletzte sich jedoch in der darauffolgenden Saison am Knie, weshalb er die Saison ausfiel. Nach seiner Genesung kehrte Board in der Saison 1983 zurück aufs Feld und stellte seine persönliche Bestleistung mit 13,0 Sacks auf. 1984 gewann er mit den 49ers seinen zweiten Super Bowl. Am 22. September 1988 platzierten die 49ers Board auf der Injured Reserve List.

### New Orleans Saints
Nach seiner Genesung verpflichteten die New Orleans Saints Board. Dort spielte er die restliche Saison und beendete anschließend seine Karriere.

## Trainerkarriere
Zwei Jahre nach dem Ende seiner Spielerkarriere wurde Board von den 49ers als Assistenztrainer für die Defensive Line verpflichtet. Nachdem Ray Rhodes 1994 zum Defensive Coordinator der 49ers wurde, beförderte er Board zum Trainer der Defensive Line. In derselben Saison gewannen die 49ers erneut einen Super Bowl. 2003 wechselte er dann zu den Seattle Seahawks und 2009 zu den Oakland Raiders, wo er jeweils als Defensive-Line-Trainer arbeitete. Am 31. Januar 2011 verpflichteten die Cleveland Browns Board als Trainer der Defensive Line. Nachdem er zwei Saisons an der St. Francis High in Mountain View, Kalifornien trainierte, verpflichteten ihn am 25. März 2015 die Seahawks als Assistenztrainer für die Defensive Line. Nach der Saison 2017 endete seine Anstellung.